# Biblioteca della Ghisa
La Biblioteca della Ghisa è la biblioteca pubblica della città di Follonica, nella provincia di Grosseto, in Toscana.

## Storia
La biblioteca comunale di Follonica è stata istituita nel 1970 ed è ospitata nella struttura del forno quadro, all'interno dell'ex comprensorio Ilva.
L'edificio industriale venne costruito nel 1578 ed era allora uno dei principali forni fusori in Italia. Il forno, posto nel seminterrato, era alimentato da un "gorello" che si distaccava dalla "gora" principale presso la struttura del bottaccio, mentre ai piani superiori si trovavano gli alloggi del lavoranti e alcuni magazzini. L'attività fusoria si interruppe brevemente tra il 1813 e il 1818, per poi riprendere nella produzione di ghisa e getti fino al 1820, quando a causa di un grave crollo l'interno impianto fu del tutto abbandonato. Nel 1840 l'intero complesso fu ristrutturato e adibito a officina meccanica, dove lavorarono i tornitori fino alla chiusura dello stabilimento nel 1960 (l'edificio sarà ricostruito dopo una parziale distruzione a causa dei bombardamenti anglo-americani senza perdere la funzione originaria).

## Patrimonio librario
La biblioteca dispone di un patrimonio documentario di circa 156 000 unità: 136 580 volumi e opuscoli, 9 000 di materiale audio-visivo, 7 000 di materiale cartografico e fotografico, compreso un piccolo nucleo di edizioni del XVI, XVII, XVIII e XIX secolo. Il suo ricco patrimonio librario la rende la principale biblioteca della provincia per quantità di materiale conservato.